# Mýtinka (Vojtanov)
Mýtinka (německy Rossenreuth) je malá vesnice, část obce Vojtanov v okrese Cheb v Karlovarském kraji. V roce 2011 zde trvale žilo 14 obyvatel.
Mýtinka se nachází přibližně tři kilometry jihozápadně od Vojtanova a jedenáct kilometrů severozápadně od Chebu v nadmořské výšce 513 metrů. Vesnicí protéká Stodolský potok.

## Historie
Poprvé je Mýtinka v historických textech zmiňována v roce 1395.

## Obyvatelstvo
Při sčítání lidu v roce 1921 zde žilo 94 obyvatel, kromě jednoho cizozemce všichni německé národnosti. K římskokatolické církvi se hlásilo 92 obyvatel, dva k evangelické.
| Rok            | 1869 | 1880 | 1890 | 1900 | 1910 | 1921 | 1930 | 1950 | 1961 | 1970 | 1980 | 1991 | 2001 | 2011 | 2021 |
| -------------- | ---- | ---- | ---- | ---- | ---- | ---- | ---- | ---- | ---- | ---- | ---- | ---- | ---- | ---- | ---- |
| Počet obyvatel | 106  | 113  | 70   | 64   | 78   | 94   | 58   | 41   | 53   | 39   | 46   | 11   | 6    | 14   | 14   |
| Počet domů     | 13   | 14   | 14   | 9    | 10   | 11   | 9    | 15   | 11   | 8    | 11   | 4    | 4    | 4    | 4    |

## Obecní správa
Při sčítání lidu v letech 1850–1929 Mýtinka byla osadou obce Horní Lomany v okrese Cheb. V letech 1930–1975 byla osadou obce Poustka v okrese Cheb. Od 1. ledna 1976 do 23. listopadu 1990 byla částí města Františkovy Lázně v okrese Cheb. Od 24. listopadu 1990 je částí obce Vojtanov v okrese Cheb.

## Doprava
Mýtinka leží přímo u silnice I/64 (vpravo ve směru na Aš).

## Galerie

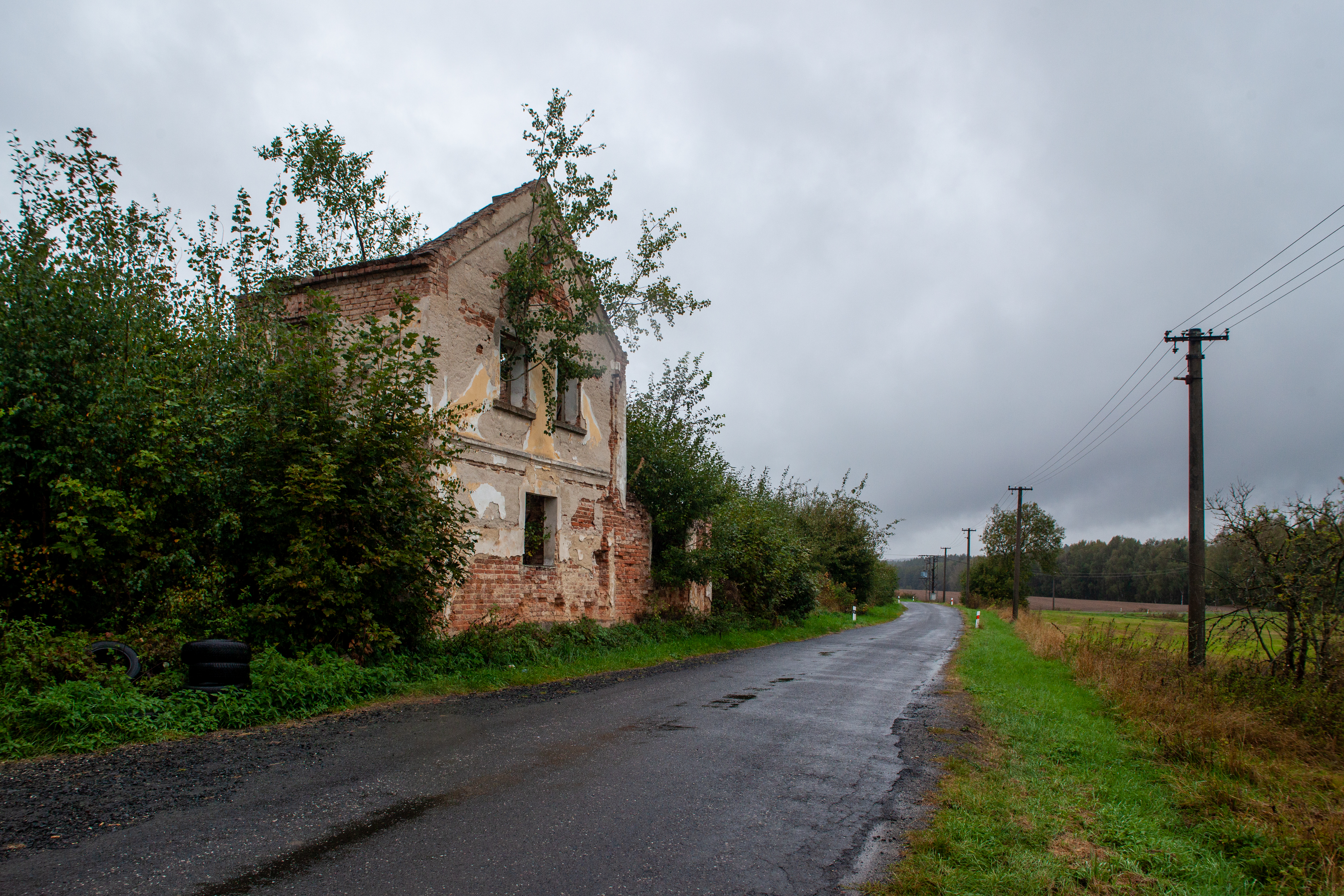
Pozůstatek domu v Mýtince (2020)
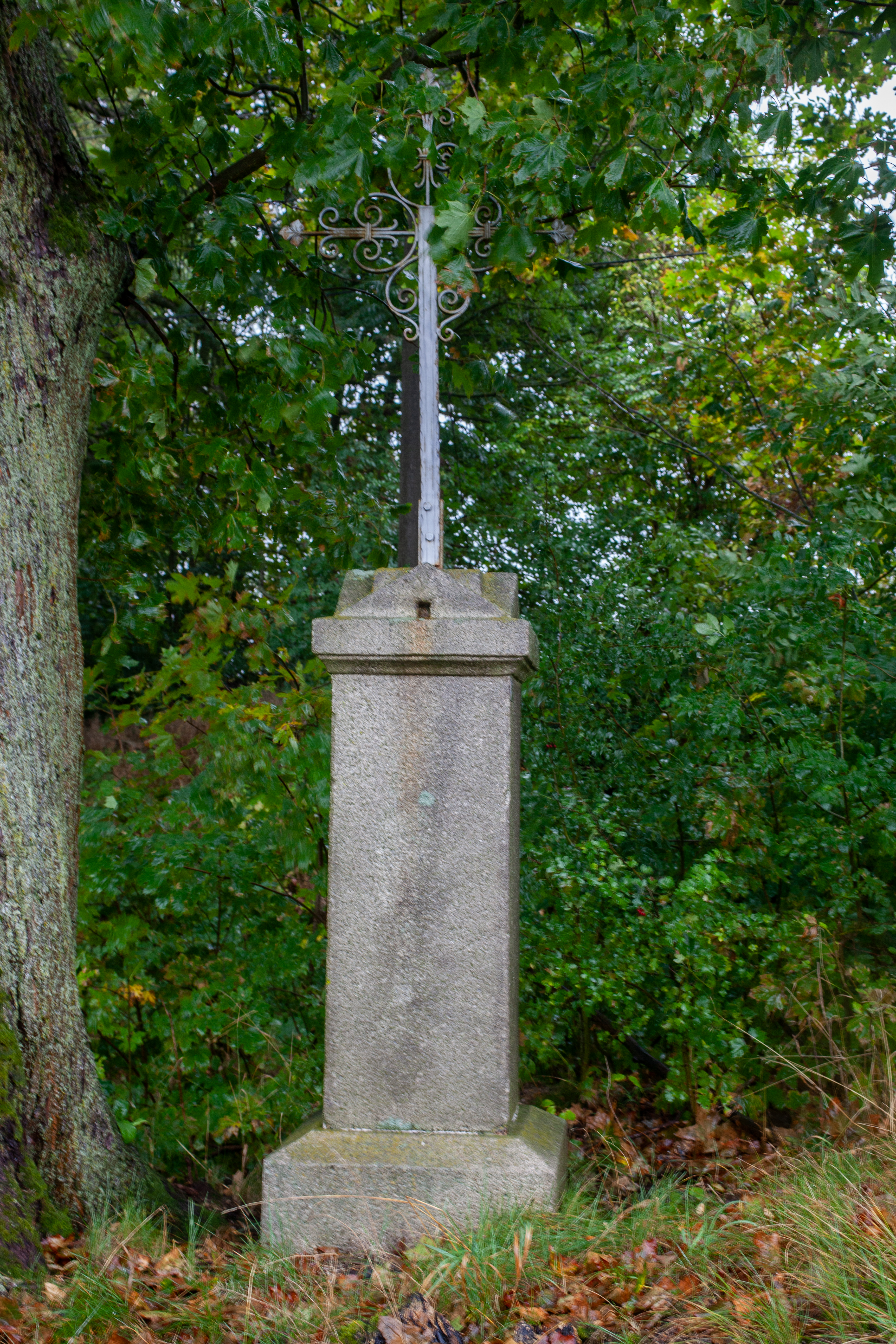
Křížek (2020)
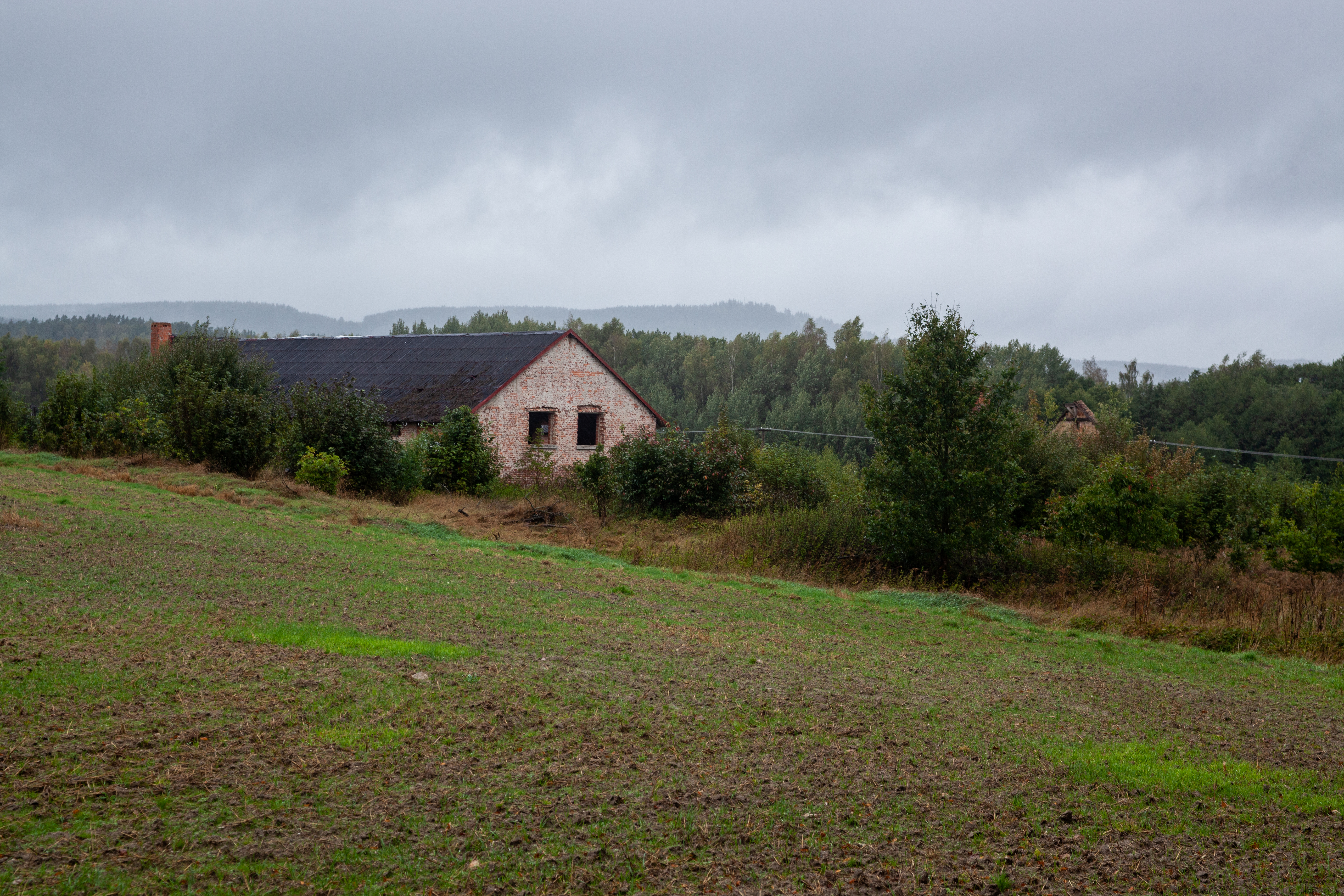
Pohled na dům (2020)